# Oberthal (Germania)
Oberthal è un comune tedesco di 5 953 abitanti, situato nel land della Saarland.